# Pasicinîkî, Reșetîlivka
Pasicinîkî (în ucraineană Пасічники) este un sat în comuna Poticiok din raionul Reșetîlivka, regiunea Poltava, Ucraina.

## Demografie
Componența lingvistică a localității Pasicinîkî
     Ucraineană (96,7%)
     Rusă (2,2%)
     Alte limbi (0,37%)
Conform recensământului din 2001, majoritatea populației localității Pasicinîkî era vorbitoare de ucraineană (96,7%), existând în minoritate și vorbitori de rusă (2,2%).